# The Punisher (fumetto 2000)
The Punisher è una serie a fumetti dedicata al Punitore, pubblicata dalla casa editrice statunitense Marvel Comics tra il 2000 e il 2001. La serie è durata 12 numeri ed è stata pubblicata sotto l'etichetta editoriale Marvel Knights curata dal redattore-artista Joe Quesada. Sulle copertine non è presente il simbolo del Comics Code Authority perché le storie qui narrate sono dirette esplicitamente ad un pubblico più adulto rispetto a quello a cui sono dedicati la maggior parte degli albi Marvel.

## Storia editoriale
A partire da metà degli anni novanta tutte le serie dedicata al Punisher vengono chiuse a causa del crollo delle vendite che non solo aveva colpito il personaggio ma l'intero settore del fumetto. Dopo qualche tentativo di riproporre questo vigilante all'interno dell'universo Marvel si tenta una nuova strada affidandone le sorti alla nuova etichetta editoriale Marvel Knights curata dal redattore Joe Quesada.
Prima di realizzare i testi per questa serie, Garth Ennis aveva già realizzato una storia di Punisher. Si tratta dell'albo unico The Punisher Kills the Marvel Universe, pubblicato nel 1995. La differenza principale da questo nuovo progetto risiede nel fatto che quella storia non si collocava nella continuity dell'universo Marvel ma era una storia immaginaria. In quel caso il Punitore vedeva nei supereroi la colpa per la morte della sua famiglia e quindi si dedicava al loro completo sterminio.

### Marvel Knights
Si tratta di una linea editoriale della Marvel Comics che nasce nel 1998 con lo scopo di rivitalizzare gli eroi Marvel più estremi e urbani. Si tratta di quei personaggi che non rientrano nei canoni supereroistici classici o mainstream. Da qui nasce la necessità (e l'opportunità) di creare delle storie non necessariamente dirette ad un pubblico adolescenziale o vincolate dalla continuity dell'universo Marvel.

### Purgatory & Wolverine/Punisher:Revelation
Il primo tentativo di rilanciare il Punitore viene affidato agli autori Christopher Golden - Tom E. Sniegoski (testi) e all'artista Bernie Wrightson che trasformano il personaggio di Frank Castle/Punisher in un messaggero degli Angeli che viene mandato sulla Terra per castigare i peccatori e in questo modo redimere la sua anima, storia che viene raccontata in una miniserie di quattro numeri dal titolo Purgatory. La vicennda trova un seguito nella miniserie Wolverine/Punisher:Revelation del 1999, in cui la nuova versione di Punisher si affianca al popolare mutante Wolverine. Gli autori dei testi sono gli stessi della precedente mentre ai disegni troviamo Pat Lee. Il progetto non funziona e stravolge il concetto originale di giustiziere della strada che era stata la base di creazione del personaggio.

### La nuova serie di Garth Ennis
Joe Quesada decide di riportare il personaggio alle atmosfere che lo avevano caratterizzato negli anni ottanta e spingersi anche oltre per quanto riguarda la violenza e il linguaggio. Avendo carta bianca dal redattore capo Bob Harras e potendo contare sull'autonomia creativa delle pubblicazioni Marvel Knights, affida Punisher allo scrittore Garth Ennis. Si decide di partire con una serie limitata di dodici numeri che presenti un Punitore spietato e violento con comportamenti e atteggiamenti più simili a quelli di un vigilante psicotico che non ad un eroe della strada difensore degli oppressi. Nasce così The Punisher.

## Trama

### Premessa narrativa
La vicenda si apre subito con il Punitore che torna a combattere la sua guerra al crimine per le strade di New York. Si tratta di una battaglia solitaria nella quale può contare solo sulla propria determinazione, doti di combattimento e un arsenale degno di un marine. Per quanto riguarda la sua esperienza metafisica in cui agiva per conto di forze ultraterrene (raccontata nella miniserie Purgatory), viene liquidata frettolosamente con la seguente considerazione dello stesso Frank Castle:
(Punisher)

### La battaglia contro Ma Gnucci
La storia ruota intorno alla guerra che il Punitore intraprende contro la famiglia mafiosa newyorkese degli Gnucci. Il boss supremo è una donna sulla cinquantina soprannominata Ma Gnucci e i suoi tre figli. Punisher uccide i tre figli e poi attacca direttamente la madre e i suoi scagnozzi. Lo scontro principale avviene allo zoo di Central Park dove Frank lascia Ma Gnucci a morire sbranata nel recinto degli Orsi. La donna sopravvive ma perde braccia e gambe. Nonostante questo mantiene il controllo sulla Famiglia e diviene ancora più cinica e sadica. Per vendicarsi arriva a chiamare un sicario-criminale di guerra conosciuto come "Il Russo". Questi attacca Punisher in una lotta corpo a corpo e sembra avere la meglio ma Castle riesce ad ucciderlo anche grazie all'aiuto di tre suoi vicini d'appartamento, che sono persone comuni, che vivono ai margini della società:
- Mr.Bumpo: una persona obesa che passa le sue giornate a mangiare di tutto;
- Spacker Dave: un ragazzo nullafacente ossessionato dai piercing;
- Joan: una donna dall'età poco definibile che abita sola e si invaghisce segretamente di Frank Castle.

Queste persone salvano la vita al Punitore in due occasioni e sono fondamentali nel rimetterlo in sesto per continuare la sua guerra contro Ma Gnucci.

### La reazione della polizia
Il ritorno del Punitore genera reazioni contrastanti. Da un lato la sua presenza in città è politicamente inaccettabile ma dall'altro contribuisce a diminuire il livello di criminalità ormai incontrollabile. Molti esponenti del dipartimento di Polizia sono tacitamente a suo favore ma arrivano forti pressioni dall'ufficio del sindaco per aprire una commissione d'indagine che porti all'arresto di Frank Castle. Dal momento che non vi è la reale volontà di togliere il giustiziere dalle strade, l'incarico viene affidato ad un detective presunto incapace di nome Marty Soap e ad uno psicologo fallito (che si suicida quasi subito). In aiuto di Soap arriva il tenente Molly Von Richtofen, che è un'agente donna (dichiaratamente lesbica) alla quale è stato affidato il compito di incastrare il clan degli Gnucci. Il punto è che ha subito capito che persino il sindaco è in combutta con loro e che a lei non verranno mai dati i mezzi necessari per indagare realmente sui crimini mafiosi della Famiglia. Il piano di Molly è semplice: lasciare che il Punitore distrugga ciò che rimane degli Gnucci e poi intervenire per catturarlo, sempre che nel frattempo non sia rimasto ucciso lui stesso.

### La squadra dei vigilanti
Ci sono alcune persone che vengono spinte ad imitare le imprese del Punitore. Ce ne sono tre in particolare che attraggono l'attenzione della stampa:
- Elite: un ricco padre di famiglia che vive nell'upper east side il quale uccide tutti coloro che turbano l'ordine del suo quartiere. Le sue vittime possono variare da chi spaccia droga ad un cane che sporca il marciapiede;
- Mr. Payback: probabilmente un disoccupato, che uccide i membri dei comitati esecutivi delle grandi corporazioni finanziarie e tutti coloro che si approfittano della loro posizione di potere economico e industriale per sfruttare i lavoratori;
- Axeman: un prete della zona spagnola di Harlem che uccide con un'ascia tutti coloro che gli confessano gravi peccati.

I tre giustizieri si incontrano e sperano di trovare il Punitore affinché si unisca a loro e diventi il leader di un gruppo chiamato "La squadra dei vigilanti" (Vigilante Squad). Il loro obiettivo è di ripulire la città di ogni malvivente con gli stessi metodi già usati da Punisher.

### Epilogo
Dopo aver sconfitto il Russo, Punisher si reca direttamente alla Villa dove risiede Ma Gnucci con la testa del mercenario. Anche gli scagnozzi più fedeli al capo si spaventano e l'abbandonano. Il Punitore la uccide bruciandola viva.
Prima di abbandonare la residenza degli Gnucci, si impossessa di soldi e documenti compromettenti per il sindaco e il commissario. Consegna i documenti al Detective Soap e all'agente Molly in cambio di informazioni del dipartimento di polizia sui tre nuovi vigilanti Elite, Mr. Payback e Axeman. Dopo averli trovati questi sperano che si unisca a loro per portare avanti la crociata contro il crimine ma Frank li uccide senza pietà.
Parte dei soldi recuperati li dona ai suoi tre condomini perché abbiano una chance di cambiare vita. Ora lui si trova però costretto a cambiare residenza per continuare a proteggere la propria identità e proseguire la guerra ai criminali.

## Il seguito
Dal punto di vista editoriale, The Punisher viene seguita dalla serie regolare mensile omonima The Punisher, tuttavia il seguito della vicenda qui narrata trova il suo epilogo nella miniserie The Punisher: War Zone (Vol. 2) pubblicata nel 2009. Si tratta di una miniserie di sei numeri che racconta la storia intitolata La resurrezione di Ma Gnucci degli autori Garth Ennis (testi) e Steve Dillon (disegni). Frank Castle si ritrova ad affrontare una sosia di Ma Gnucci creata dal figlio del vigilante Elite. Questi ha scoperto i diari del padre ed ha intenzione non solo di riprenderne l'attività ma di vendicarsi del Punitore. A questo fine crea una organizzazione criminale a capo della quale mette una donna che ha le sembianze e le stesse mutilazioni che aveva Ma Gnucci prima di essere uccisa da Frank Castle. Tra gli altri personaggi c'è da segnalare il ritorno della detective Molly von Richtofen.

## Diario di guerra
Fin dall'inizio della sua avventura come Punisher, Castle tiene un diario della sua guerra al crimine (War Journal). In relazione agli avvenimenti narrati su The Punisher questi sono i resoconti inseriti:
- Target: famiglia mafiosa degli Gnucci. Numero membri: 5. Descrizione: Ma Gnucci il boss, i suoi tre figli Carlo Gnucci, Eddie Gnucci, Bobbie Gnucci e suo fratello Dino Gnucci. Rapporto di parentela: madre-figli, grado di fedeltà molto elevato e ispirato al senso dell'onore e appartenenza tipico della mafia italiana.
- Obbiettivo: eliminazione di ogni membro della famiglia Gnucci e del maggior numero dei loro scagnozzi.
- Esito dell'operazione: obbiettivo raggiunto.
- Contrattempo: l'intervento di Devil per ostacolare i metodi usati per portare a termine l'Operazione. La sua intromissione e il suo senso dell'etica rischiano di salvare la vita a Dino Gnucci ma il supereroe viene reso inoffensivo e il mafioso viene ucciso come da programma[15].
- Imprevisti: l'attacco a sorpresa subito del sicario chiamato Il Russo e la formazione di una squadra di vigilanti che vuole farsi giustizia imitando il Punitore. Risultato: Eliminati.[16].
- Body Count (conteggio delle vittime): 66[17].

## Edizione in lingua italiana
L'intera miniserie è stata raccolta in un unico volume in edizione brossurata di 280 pagine dalla casa editrice Panini Comics. La distribuzione è stata limitata alle sole fumetterie con data di inizio 10 gennaio 2009. Il titolo italiano dell'opera è Punisher: Garth Ennis Collection n.1 – Bentornato Frank. La Panini presenta la pubblicazione come un'opera storica per il personaggio, fondamentale per rivitalizzare il Punitore e creare una serie di storie che saranno di ispirazione per due lungometraggi dedicati all'antieroe Marvel.

## Raccolte originali
Nel 2011 la Marvel Comics ha distribuito una nuova raccolta in volume della serie versione Trade Paperback, cioè l'edizione in brossura:
- The Punisher: Welcome Back, Frank (new printing), 288 pp., Parental Advisory. ISBN 9780785157168.